# Мост Европа (Бренер)
Мост Европа (Бренер) (на немски: Europabrücke (Brenner Autobahn)) е един от няколкото европейски моста, които носят това наименование. Намира се на европейския аутобан Е45 на мястото, където в античността се намира търговски път през прохода Бренер. През него се осъществява най-кратката шосейна връзка (по Европейски път E45) от Германия и Западна Австрия към Италия (Южен Тирол). Строителството на моста завършва на 17 ноември 1963 г.

## Описание
Мостът или по-точно виадуктът има гредова конструкция от железобетон, изпълнена като куха греда с широчина 10 м., височина 7,7 м. и дължина 657 м., опираща се на 5 пилона. Най-високият от пилоните има височина 146,5 м. като при това максималната височина над преминаващата отдолу река Сил е 190 м. При завършването на работата, мостът е най-високият в Европа.
При строителството са преместени над 55 000 кубически метра земна маса и са излети 70 000 кубически метра бетон.
По време на строителството са загинали 22 души. В памет на строителството и на загиналите, на скалата, която се издига над паркинга е построен параклис с наблюдателна площадка под него.